# 阿南平野
阿南平野（あなんへいや）は、徳島県阿南市周辺に広がる平野。那賀川平野（なかがわへいや）とも呼ばれる。稲作やLED工業が盛ん。

## 河川
- 那賀川
- 桑野川
- 福井川

## 阿南平野の広がる市町村
- 阿南市
- 小松島市
- 美波町（一部）